# Ольшувка (гміна)
Гміна Ольшувка (пол. Gmina Olszówka) — сільська гміна у північно-західній Польщі. Належить до Кольського повіту Великопольського воєводства.
Станом на 31 грудня 2011 у гміні проживало 4722 особи.

## Територія
Згідно з даними за 2007 рік площа гміни становила 81.54 км², у тому числі:
- орні землі: 92.00%
- ліси: 2.00%

Таким чином, площа гміни становить 8.07% площі повіту.

## Населення
Станом на 31 грудня 2011:
| Опис     | Загалом | Загалом | Чоловіки | Чоловіки | Жінки | Жінки |
| -------- | ------- | ------- | -------- | -------- | ----- | ----- |
| одиниця  | осіб    | %       | осіб     | %        | осіб  | %     |
| все      | 4722    | 100     | 2341     | 49.58    | 2381  | 50.42 |
| міське   | 0       | 100     | 0        |          | 0     |       |
| сільське | 4722    | 100     | 2341     | 49.58    | 2381  | 50.42 |

## Сусідні гміни
Гміна Ольшувка межує з такими гмінами: Ґжеґожев, Ґрабув, Домбе, Клодава.